# Mission des Nations unies au Soudan
La Mission des Nations unies au Soudan ou MINUS (en anglais : United Nations Mission in the Sudan ou UNMIS) est une opération du maintien de la paix des Nations unies qui s'est déroulée au Soudan entre mars 2005 et juillet 2011.
La mission a été créée en réponse à la signature de l'accord de paix global du 9 janvier 2005 entre le gouvernement soudanais et le Mouvement de libération du peuple soudanais.

## Historique
La mission est créée par la résolution 1590 présentée par les États-Unis et adoptée à l’unanimité par le Conseil de sécurité des Nations unies le 24 mars 2005.
Son mandat initial est de 6 mois et la mission s'est achevée le 9 juillet 2011. L'équipement et le personnel sont alors transférés à la FISNUA et à la MINUSS.

## Description de la mission
La mission a pour but de soutenir l'application de l'accord de paix Nord-Sud au Soudan du Sud, signé le 9 janvier 2005 à Naivasha entre le gouvernement du Soudan et le Mouvement de l’Armée populaire de libération du Soudan (SPLM/A) de John Garang. Ses tâches consistent à appuyer la mise en œuvre de l'Accord de paix global, à remplir certaines fonctions relatives à l'assistance humanitaire, à la protection, à la promotion des droits de l'homme et à appuyer la mission de l'Union africaine au Soudan.

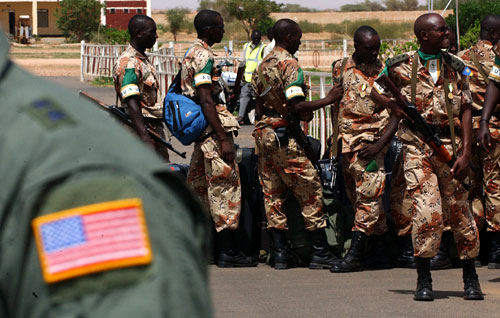
Troupes UNMIS du Rwanda, 2005.

## Effectifs
La mission est composée au maximum de 10 000 militaires et de 715 membres de la police civile.
Son employée la plus connue était la journaliste Loubna al-Hussein.

## Décorations

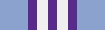
Ruban médaille